# IC 2649-2
IC 2649-2 — галактика типу C (компактна галактика) у сузір'ї Лев.
Цей об'єкт міститься в оригінальній редакції індексного каталогу.